# F1 Academy 2025
Die Saison 2025 der F1 Academy soll die dritte Saison der Automobilrennserie sein. Es sollen 14 Rennen auf 3 Kontinenten stattfinden.

## Teams und Fahrerinnen
Folgende Teams und Fahrerinnen haben sich für die Saison 2025 gemeldet. Die Fahrerinnen müssen zwischen 16 und 25 Jahren alt sein.
Jedes Team, das an der Formel-1-Weltmeisterschaft 2025 teilnimmt, hat die Möglichkeit, eine Fahrerin in der F1 Academy zu unterstützen. Deren Autos sollten farblich an das entsprechende Formel-1-Team angeglichen sein. Die Autos der anderen Fahrerinnen sind mit Partnerschaften durch andere Sponsoren ausgestattet.
| Team                     | #  | Fahrerin           | Unterstützendes F1-Team bzw. Partner | Rennwochenende | Quelle        |
| ------------------------ | -- | ------------------ | ------------------------------------ | -------------- | ------------- |
| ART Grand Prix           | 7  | Courtney Crone     | Haas F1 Team                         |                | [ 2 ]         |
| ART Grand Prix           | 22 | Aurelia Nobels     | Puma                                 |                | [ 3 ]         |
| ART Grand Prix           | 57 | Lia Block          | Williams F1                          |                | [ 4 ]         |
| Mercantile Campos Racing | 14 | Chloe Chambers     | Red Bull GmbH                        |                | [ 5 ]         |
| Mercantile Campos Racing | 18 | Rafaela Ferreira   | Racing Bulls                         |                | [ 6 ]         |
| Mercantile Campos Racing | 21 | Alisha Palmowski   | Red Bull Racing                      |                | [ 7 ]         |
| MP Motorsport            | 12 | Alba Hurup Larsen  | Tommy Hilfiger Corporation           |                | [ 8 ] [ 9 ]   |
| MP Motorsport            | 64 | Maya Weug          | Scuderia Ferrari                     |                | [ 9 ]         |
| MP Motorsport            | 25 | Joanne Ciconte     | F1 Academy Wella Professionals       |                | [ 10 ] [ 11 ] |
| Prema Racing             | 28 | Doriane Pin        | Mercedes AMG F1 Team                 |                | [ 12 ]        |
| Prema Racing             | 78 | Tina Hausmann      | Aston Martin F1 Team                 |                | [ 13 ]        |
| Prema Racing             | 3  | Nina Gademan       | Alpine F1 Team                       |                | [ 14 ]        |
| Rodin Motorsport         | 5  | Emma Felbermayr    | Sauber Motorsport                    |                | [ 15 ]        |
| Rodin Motorsport         | 20 | Ella Lloyd         | McLaren Racing                       |                | [ 16 ]        |
| Rodin Motorsport         | 27 | Chloe Chong        | Charlotte Tilbury Beauty Ltd         |                | [ 17 ]        |
| Hitech Grand Prix        | 2  | Nicole Havrda      | American Express Company             |                | [ 18 ]        |
| Hitech Grand Prix        | 11 | Aiva Anagnostiadis | TAG Heuer                            |                | [ 19 ]        |
| Hitech Grand Prix        | 24 | Shi Wei            | Juss Sports                          | 1              | [ 20 ]        |
| Hitech Grand Prix        | 4  | Farah Al-Yousef    | MUHRA                                | 2              | [ 21 ]        |
| Hitech Grand Prix        | 90 | Ava Dobson         | Morgan Stanley                       | 3              | [ 22 ]        |
| Hitech Grand Prix        | 8  | Mathilda Paatz     | Gatorade                             | 4              | [ 23 ]        |

 Wildcard
1. ↑  Aurelia Nobels ist Mitglied der Ferrari Academy, wird jedoch nicht von dieser unterstützt.
2. ↑  Chloe Chambers wird direkt von Red Bull unterstützt, nicht von einem der beiden Rennteams.
3. ↑  Joanne Ciconte wird ab dem vierten Rennwochenende von Wella Professionals unterstützt.

## Änderungen

### Teams
Mit Hitech Grand Prix wird erstmals ein neues Team in die F1 Academy aufgenommen, wodurch sich das Starterfeld auf insgesamt 18 Fahrerinnen erhöhen wird. Hitech wird zudem den Startplatz für die Wildcardfahrerinnen von Prema Racing übernehmen.

### Fahrerinnen
Mit Ella Lloyd und Courtney Crone werden zwei Wildcardfahrerinnen nun eine volle Saison bestreiten. Die beiden starteten in der Vorsaison bei den Rennen in Singapur bzw. Miami. Neu im Starterfeld sind die Brasilianerin Rafaela Ferreira, die Niederländerin Nina Gademan, die Dänin Alba Hurup Larsen sowie die Österreicherin Emma Felbermayr.
Mehrere Vorjahresfahrerinnen müssen die Serie verlassen, da sie andernfalls das Höchstalter von 25 Jahren oder die maximal mögliche Anzahl von zwei Saisonteilnahmen überschreiten würden. Hierzu zählen Carrie Schreiner, Nerea Martí, Lola Lovinfosse, Hamda und Amna Al Qubaisi, Emely de Heus, Jessica Edgar und Bianca Bustamante. Bustamante wechselt ebenso wie Vorjahrestitelgewinnerin Abbi Pulling in die GB3 Championship.

### Kalender
Neu in den Kalender aufgenommen wurden Rennen auf dem Shanghai International Circuit sowie dem Las Vegas Strip Circuit und dem Circuit Gilles-Villeneuve. Gestrichen wurden die Rennen auf dem Circuit de Barcelona-Catalunya, dem Losail International Circuit sowie dem Yas Marina Circuit.

## Rennkalender
Der Rennkalender wurde am 18. November 2024 vorgestellt.
| Runde | Datum        | Rennstrecke                               | Siegerin                               | Zweite                                 | Dritte                                 | Pole-Position  | Schnellste Runde |
| ----- | ------------ | ----------------------------------------- | -------------------------------------- | -------------------------------------- | -------------------------------------- | -------------- | ---------------- |
| 1     | 22. März     | Shanghai International Circuit (Shanghai) | Alisha Palmowski                       | Chloe Chambers                         | Maya Weug                              | —              | Chloe Chambers   |
| 1     | 23. März     | Shanghai International Circuit (Shanghai) | Doriane Pin                            | Maya Weug                              | Chloe Chambers                         | Maya Weug      | Doriane Pin      |
| 2     | 19. April    | Jeddah Corniche Circuit (Jeddah)          | Ella Lloyd                             | Maya Weug                              | Alisha Palmowski                       | —              | Doriane Pin      |
| 2     | 20. April    | Jeddah Corniche Circuit (Jeddah)          | Maya Weug                              | Chloe Chambers                         | Doriane Pin                            | Chloe Chambers | Chloe Chambers   |
| 3     | 03. Mai      | Miami International Autodrome (Miami)     | Doriane Pin                            | Alisha Palmowski                       | Chloe Chambers                         | —              | Doriane Pin      |
| 3     | 04. Mai      | Miami International Autodrome (Miami)     | aufgrund von zu starkem Regen abgesagt | aufgrund von zu starkem Regen abgesagt | aufgrund von zu starkem Regen abgesagt | Chloe Chambers |                  |
| 4     | 14. Juni     | Circuit Gilles Villeneuve (Montreal)      | Doriane Pin                            | Ella Lloyd                             | Nina Gademan                           | —              | Chloe Chambers   |
| 4     | 14. Juni     | Circuit Gilles Villeneuve (Montreal)      | Emma Felbermayr                        | Ella Lloyd                             | Nina Gademan                           | —              | Tina Hausmann    |
| 4     | 15. Juni     | Circuit Gilles Villeneuve (Montreal)      | Chloe Chambers                         | Ella Lloyd                             | Doriane Pin                            | Chloe Chambers | Doriane Pin      |
| 5     | 30. August   | Circuit Park Zandvoort (Zandvoort)        |                                        |                                        |                                        | —              |                  |
| 5     | 31. August   | Circuit Park Zandvoort (Zandvoort)        |                                        |                                        |                                        |                |                  |
| 6     | 04. Oktober  | Marina Bay Street Circuit (Singapur)      |                                        |                                        |                                        | —              |                  |
| 6     | 05. Oktober  | Marina Bay Street Circuit (Singapur)      |                                        |                                        |                                        |                |                  |
| 7     | 21. November | Las Vegas Strip Circuit (Las Vegas)       |                                        |                                        |                                        | —              |                  |
| 7     | 22. November | Las Vegas Strip Circuit (Las Vegas)       |                                        |                                        |                                        |                |                  |

1. ↑  Als Ersatz für das in Miami ausgefallene Rennen wird in Montreal ein drittes Rennen gefahren

## Meisterschaftsergebnisse

### Punktesystem
In Rennen 1 eines Rennwochenendes erhalten die ersten acht Fahrerinnen 10, 8, 6, 5, 4, 3, 2 bzw. 1 Punkt(e). In Rennen 2 eines Rennwochenendes erhalten die ersten 10 Fahrerinnen 25, 18, 15, 12, 10, 8, 6, 4, 2 bzw. 1 Punkt(e). Die Fahrerin, welche Rennen 2 von der Pole-Position startet, erhält 2 Punkte. Die Fahrerin mit der schnellsten Rennrunde eines Rennens erhält einen Punkt, vorausgesetzt sie ist unter den ersten acht (Rennen 1) bzw. zehn (Rennen 2) Fahrerinnen platziert.
| Punkteverteilung | Punkteverteilung | Punkteverteilung | Punkteverteilung | Punkteverteilung | Punkteverteilung | Punkteverteilung | Punkteverteilung | Punkteverteilung | Punkteverteilung | Punkteverteilung | Punkteverteilung | Punkteverteilung |
| ---------------- | ---------------- | ---------------- | ---------------- | ---------------- | ---------------- | ---------------- | ---------------- | ---------------- | ---------------- | ---------------- | ---------------- | ---------------- |
| Platz            | 1.               | 2.               | 3.               | 4.               | 5.               | 6.               | 7.               | 8.               | 9.               | 10.              | Pole             | SR               |
| Rennen 1         | 10               | 8                | 6                | 5                | 4                | 3                | 2                | 1                | -                | -                | -                | 1                |
| Rennen 2         | 25               | 18               | 15               | 12               | 10               | 8                | 6                | 4                | 2                | 1                | 2                | 1                |

### Fahrerwertung
| Pos | Fahrer           | CHN | CHN | SAU | SAU | USA | USA | CAN | CAN | CAN | NLD | NLD | SGP | SGP | USA | USA | Punkte |
| Pos | Fahrer           | 1   | 2   | 1   | 2   | 1   | 2   | 1   | 2   | 3   | 1   | 2   | 1   | 2   | 1   | 2   | Punkte |
| --- | ---------------- | --- | --- | --- | --- | --- | --- | --- | --- | --- | --- | --- | --- | --- | --- | --- | ------ |
| 1   | D. Pin           | 4   | 1   | 4   | 3   | 1   | C   | 1   | 4   | 3   |     |     |     |     |     |     | 109    |
| 2   | C. Chambers      | 2   | 3   | 7   | 2   | 3   | C   | 7   | 10  | 1   |     |     |     |     |     |     | 89     |
| 3   | M. Weug          | 3   | 2   | 2   | 1   | 4   | C   | DNF | 9   | 4\| |     |     |     |     |     |     | 72     |
| 4   | E. Lloyd         | 6   | 7   | 1   | 8   | DNF | C   | 2   | 2   | 2   |     |     |     |     |     |     | 67     |
| 5   | A. Palmowski     | 1   | 6   | 3   | 4   | 2   | C   | 12  | 6   | 7   |     |     |     |     |     |     | 53     |
| 6   | A. H. Larsen     | 7   | 4   | 5   | 5   | 11  | C   | 5   | 5   | 8   |     |     |     |     |     |     | 46     |
| 7   | T. Hausmann      | 13  | 15  | 6   | 6   | 7   | C   | 6   | 7   | 4   |     |     |     |     |     |     | 36     |
| 8   | N. Gademan       | DNF | 10  | 8   | 7   | 5   | C   | 3   | 3   | 13  |     |     |     |     |     |     | 33     |
| 9   | E. Felbermayr    | 11  | 5   | 9   | 15  | 15  | C   | DSQ | 1   | 10  |     |     |     |     |     |     | 21     |
| 10  | L. Block         | 9   | 9   | 12  | 14  | 10  | C   | 4   | 8   | DNF |     |     |     |     |     |     | 15     |
| 11  | C. Chong         | 10  | 11  | DNF | 10  | DNF | C   | DNF | 16  | 5   |     |     |     |     |     |     | 11     |
| 12  | R. Ferreira      | 5   | 8   | 13  | 13  | 8   | C   | 13* | DNF | 12  |     |     |     |     |     |     | 9      |
| 13  | A. Nobels        | DNF | DNF | 10  | 11  | 6   | C   | 9   | 13  | DNF |     |     |     |     |     |     | 5      |
| 14  | A. Anagnostiadis | 8   | 13  | 14  | 17  | 14  | C   | 8   | 14  | DNF |     |     |     |     |     |     | 5      |
| 15  | J. Ciconte       | 14  | DNF | 11  | 9   | DNF | C   | 15* | 15  | 9   |     |     |     |     |     |     | 4      |
| 16  | N. Havrda        | DNF | DNF | 15  | 16  | 12  | C   | 10  | DNF | 11  |     |     |     |     |     |     | 1      |
| 17  | C. Crone         | 12  | 12  | DNF | 12  | 9   | C   | 11  | 12  | DNF |     |     |     |     |     |     | 0      |
| 18  | M. Paatz         |     |     |     |     |     |     | DNF | 11  | DNF |     |     |     |     |     |     | 0      |
| 19  | A. Dobson        |     |     |     |     | 13  | C   |     |     |     |     |     |     |     |     |     | 0      |
| 20  | S. Wei           | DNF | 14  |     |     |     |     |     |     |     |     |     |     |     |     |     | 0      |
| 21  | F. Al-Yousef     |     |     | 16  | 18  |     |     |     |     |     |     |     |     |     |     |     | 0      |

| Legende  | Legende            | Legende                                                          |
| Farbe    | Abkürzung          | Bedeutung                                                        |
| -------- | ------------------ | ---------------------------------------------------------------- |
| Gold     | –                  | Sieg                                                             |
| Silber   | –                  | 2. Platz                                                         |
| Bronze   | –                  | 3. Platz                                                         |
| Grün     | –                  | Platzierung in den Punkten                                       |
| Blau     | –                  | Klassifiziert außerhalb der Punkteränge                          |
| Violett  | DNF                | Rennen nicht beendet (did not finish)                            |
| Violett  | NC                 | nicht klassifiziert (not classified)                             |
| Rot      | DNQ                | nicht qualifiziert (did not qualify)                             |
| Rot      | DNPQ               | in Vorqualifikation gescheitert (did not pre-qualify)            |
| Schwarz  | DSQ                | disqualifiziert (disqualified)                                   |
| Weiß     | DNS                | nicht am Start (did not start)                                   |
| Weiß     | WD                 | zurückgezogen (withdrawn)                                        |
| Hellblau | PO                 | nur am Training teilgenommen (practiced only)                    |
| Hellblau | TD                 | Freitags-Testfahrer (test driver)                                |
| ohne     | DNP                | nicht am Training teilgenommen (did not practice)                |
| ohne     | INJ                | verletzt oder krank (injured)                                    |
| ohne     | EX                 | ausgeschlossen (excluded)                                        |
| ohne     | DNA                | nicht erschienen (did not arrive)                                |
| ohne     | C                  | Rennen abgesagt (cancelled)                                      |
| ohne     | keine WM-Teilnahme |                                                                  |
| sonstige | P/fett             | Pole-Position                                                    |
| sonstige | 1/2/3/4/5/6/7/8    | Punktplatzierung im Sprint-/Qualifikationsrennen                 |
| sonstige | SR/kursiv          | Schnellste Rennrunde                                             |
| sonstige | *                  | nicht im Ziel, aufgrund der zurückgelegten Distanz aber gewertet |
| sonstige | ()                 | Streichresultate                                                 |
| sonstige | unterstrichen      | Führender in der Gesamtwertung                                   |

### Teamwertung
| Pos | Team                     | Auto # | CHN | CHN | SAU | SAU | USA | USA | CAN | CAN | CAN | NLD | NLD | SGP | SGP | USA | USA | Punkte |
| Pos | Team                     | Auto # | 1   | 2   | 1   | 2   | 1   | 2   | 1   | 2   | 3   | 1   | 2   | 1   | 2   | 1   | 2   | Punkte |
| --- | ------------------------ | ------ | --- | --- | --- | --- | --- | --- | --- | --- | --- | --- | --- | --- | --- | --- | --- | ------ |
| 1   | Prema Racing             | 28     | 4   | 1   | 4   | 3   | 1   | C   | 1   | 4   | 3   |     |     |     |     |     |     | 178    |
| 1   | Prema Racing             | 78     | 13  | 15  | 6   | 6   | 7   | C   | 6   | 7   | 4   |     |     |     |     |     |     | 178    |
| 1   | Prema Racing             | 3      | DNF | 10  | 8   | 7   | 5   | C   | 3   | 3   | 13  |     |     |     |     |     |     | 178    |
| 2   | Mercantile Campos Racing | 14     | 2   | 3   | 7   | 2   | 3   | C   | 7   | 10  | 1   |     |     |     |     |     |     | 151    |
| 2   | Mercantile Campos Racing | 18     | 5   | 8   | 13  | 13  | 8   | C   | 13* | DNF | 12  |     |     |     |     |     |     | 151    |
| 2   | Mercantile Campos Racing | 21     | 1   | 6   | 3   | 4   | 2   | C   | 12  | 6   | 7   |     |     |     |     |     |     | 151    |
| 3   | MP Motorsport            | 12     | 7   | 4   | 5   | 5   | 11  | C   | 5   | 5   | 8   |     |     |     |     |     |     | 122    |
| 3   | MP Motorsport            | 64     | 3   | 2   | 2   | 1   | 4   | C   | DNF | 9   | 6   |     |     |     |     |     |     | 122    |
| 3   | MP Motorsport            | 25     | 14  | DNF | 11  | 9   | DNF | C   | 15* | 15  | 9   |     |     |     |     |     |     | 122    |
| 4   | Rodin Motorsport         | 5      | 11  | 5   | 9   | 15  | 15  | C   | DSQ | 1   | 10  |     |     |     |     |     |     | 99     |
| 4   | Rodin Motorsport         | 20     | 6   | 7   | 1   | 8   | DNF | C   | 2   | 2   | 2   |     |     |     |     |     |     | 99     |
| 4   | Rodin Motorsport         | 27     | 10  | 11  | DNF | 10  | DNF | C   | DNF | 16  | 5   |     |     |     |     |     |     | 99     |
| 5   | ART Grand Prix           | 7      | 12  | 12  | DNF | 12  | 9   | C   | 11  | 12  | DNF |     |     |     |     |     |     | 20     |
| 5   | ART Grand Prix           | 22     | DNF | DNF | 10  | 11  | 6   | C   | 9   | 13  | DNF |     |     |     |     |     |     | 20     |
| 5   | ART Grand Prix           | 57     | 9   | 9   | 12  | 14  | 10  | C   | 4   | 8   | DNF |     |     |     |     |     |     | 20     |
| 6   | Hitech Grand Prix        | 2      | DNF | DNF | 15  | 16  | 12  | C   | 10  | DNF | 11  |     |     |     |     |     |     | 6      |
| 6   | Hitech Grand Prix        | 11     | 8   | 13  | 14  | 17  | 14  | C   | 8   | 14  | DNF |     |     |     |     |     |     | 6      |
| 6   | Hitech Grand Prix        | 24     | DNF | 14  |     |     |     |     |     |     |     |     |     |     |     |     |     | 6      |
| 6   | Hitech Grand Prix        | 4      |     |     | 16  | 18  |     |     |     |     |     |     |     |     |     |     |     | 6      |
| 6   | Hitech Grand Prix        | 90     |     |     |     |     | 13  | C   |     |     |     |     |     |     |     |     |     | 6      |
| 6   | Hitech Grand Prix        | 8      |     |     |     |     |     |     | DNF | 11  | DNF |     |     |     |     |     |     | 6      |

| Legende  | Legende            | Legende                                                          |
| Farbe    | Abkürzung          | Bedeutung                                                        |
| -------- | ------------------ | ---------------------------------------------------------------- |
| Gold     | –                  | Sieg                                                             |
| Silber   | –                  | 2. Platz                                                         |
| Bronze   | –                  | 3. Platz                                                         |
| Grün     | –                  | Platzierung in den Punkten                                       |
| Blau     | –                  | Klassifiziert außerhalb der Punkteränge                          |
| Violett  | DNF                | Rennen nicht beendet (did not finish)                            |
| Violett  | NC                 | nicht klassifiziert (not classified)                             |
| Rot      | DNQ                | nicht qualifiziert (did not qualify)                             |
| Rot      | DNPQ               | in Vorqualifikation gescheitert (did not pre-qualify)            |
| Schwarz  | DSQ                | disqualifiziert (disqualified)                                   |
| Weiß     | DNS                | nicht am Start (did not start)                                   |
| Weiß     | WD                 | zurückgezogen (withdrawn)                                        |
| Hellblau | PO                 | nur am Training teilgenommen (practiced only)                    |
| Hellblau | TD                 | Freitags-Testfahrer (test driver)                                |
| ohne     | DNP                | nicht am Training teilgenommen (did not practice)                |
| ohne     | INJ                | verletzt oder krank (injured)                                    |
| ohne     | EX                 | ausgeschlossen (excluded)                                        |
| ohne     | DNA                | nicht erschienen (did not arrive)                                |
| ohne     | C                  | Rennen abgesagt (cancelled)                                      |
| ohne     | keine WM-Teilnahme |                                                                  |
| sonstige | P/fett             | Pole-Position                                                    |
| sonstige | 1/2/3/4/5/6/7/8    | Punktplatzierung im Sprint-/Qualifikationsrennen                 |
| sonstige | SR/kursiv          | Schnellste Rennrunde                                             |
| sonstige | *                  | nicht im Ziel, aufgrund der zurückgelegten Distanz aber gewertet |
| sonstige | ()                 | Streichresultate                                                 |
| sonstige | unterstrichen      | Führender in der Gesamtwertung                                   |